# Джордж Айзек
Джордж Айзек (англ. George Isaac; нар. 12 жовтня 1977, Сент-Кіттс і Невіс) — футболіст Сент-Кіттсу і Невісу, який грав на позиції півзахисника. Відомий за виступами в клубах Тринідаду і Тобаго, а також у складі збірної Сент-Кіттс і Невісу, у складі якої відзначався забитими м'ячами на низці міжнародних турнірів.

## Клубна кар'єра
Джордж Айзек з 1995 року грав на батьківщині в клубі «Кейлон Рокетс». У 2000 році він деякий час грав у тринідадському клубі «Каледонія АІА», в цьому ж році повернувся до «Кейлон Рокетс», у якому грав до 2002 року. У 2002 році Джордж Айзек став гравцем гонконзького клубу «Геппі Веллі», проте зіграв у ньому лише один матч, після чого з 2003 до 2008 року грав у тринідадських клубах «Докс Гелвалаас» і «Дабл-Ю Конекшн». У 2008 році повернувся на батьківщину, де до наступного року грав у клубі «Сент-Полз Юнайтед». У кінці 2009 року грав на Американських Віргінських Островах у клубі «Позітів Вайбс». На початку 2010 року Джордж Айзек повернувся на батьківщину до клубу «Сент-Полз Юнайтед», у якому грав до закінчення кар'єри футболіста в 2017 році.

## Виступи за збірну
У 1996 році Джордж Айзек дебютував у складі збірної Сент-Кіттс і Невісу. У складі збірної брав участь у кваліфікаційних турнірах чемпіонату світу з футболу та Золотого кубка КОНКАКАФ, а також у турнірах Карибського кубка, відзначившись забитими м'ячами у всіх цих турнірах. У складі збірної грав до 2011 року, провів у складі збірної 53 матчі, у яких відзначився 22 забитими м'ячами.